# 신재혁
신재혁(2001년 6월 4일 ~ )은 대한민국의 축구 선수로 현재 K리그2의 안산 그리너스에서 윙어로 활동 중이며 신태용 인도네시아 축구 국가대표팀 감독의 차남이자 성남 FC의 미드필더 겸 수비수인 신재원의 동생이다.